# 89 Hit FM
89 Hit FM ist ein privater Hörfunksender aus München. Das Programm des Internetradios richtet sich an die Zielgruppe von 14 bis 39 Jahren. Der Schwerpunkt liegt auf den aktuellen Charts und den Hits der letzten drei Jahrzehnte.

## Geschichte
89 Hit FM wurde als Hit FM durch Peter Pelunka gegründet, der als einer der Radiopioniere in Deutschland gilt. Später war das Programm im Zeitraum 1990 bis 2000 von Montag bis Samstag auf der Münchner UKW-Frequenz 89,0 MHz in einer 6-stündig abwechselnden Teilpartagierung mit Radio 2Day zu hören. Sonntags sendete 89 Hit FM von 0–6 Uhr und von 15–19 Uhr. Von 12–15 Uhr Radio 2Day und Radio neues Europa (heute Radio Horeb) von 6–12 Uhr und von 19–24 Uhr.
In einer Medienratssitzung der BLM im Oktober 2000 wurde die Lizenz aufgrund einer negativen wirtschaftlichen Prognose seitens der BLM nicht über den 1. Dezember 2000 hinaus verlängert und der Sendebetrieb auf der UKW-Frequenz 89,0 MHz musste eingestellt werden.
Im April 2010 wurde der Betrieb im Internet per Streaming Audio wieder aufgenommen und ein Relaunch vorgenommen. Programmanbieter war die 89 Hit FM Ltd.
Die Hit FM Media wurde mit Bescheid vom 4. Juli 2012 als neuer Programmanbieter zugelassen durch die Landesanstalt für Kommunikation. Bis zum 15. Februar 2013 wurde das Programm über den Satelliten Astra 1L auf der Orbitalposition 19.2° Ost verbreitet.

## Kooperation mit Jam FM
1994 kooperierte 89 Hit FM mit Jam FM und übernahm eine kurze Zeit deren Kabel und Satellitenfrequenzen und war kurzzeitig bundesweit im Kabel zu empfangen. Aufgrund von Unstimmigkeiten wurde jedoch die Verbreitung über diese Übertragungswege nach kurzer Zeit wieder eingestellt.